# Emmental Versicherung Arena
Die Emmental Versicherung Arena (Eigenschreibweise: emmental versicherung arena) ist eine Eissport- und Eventhalle in der Schweizer Gemeinde Langnau im Emmental, Kanton Bern. Sie wurde 1975 fertiggestellt. Sie dient dem Eishockeyclub SCL Tigers als Spielstätte, die mit insgesamt 6’050 Plätzen die zweitkleinste Eishalle aller National-League-Vereine ist. Ihren ursprünglichen Namen verdankt sie dem stadionnahen Fluss Ilfis.

## Geschichte

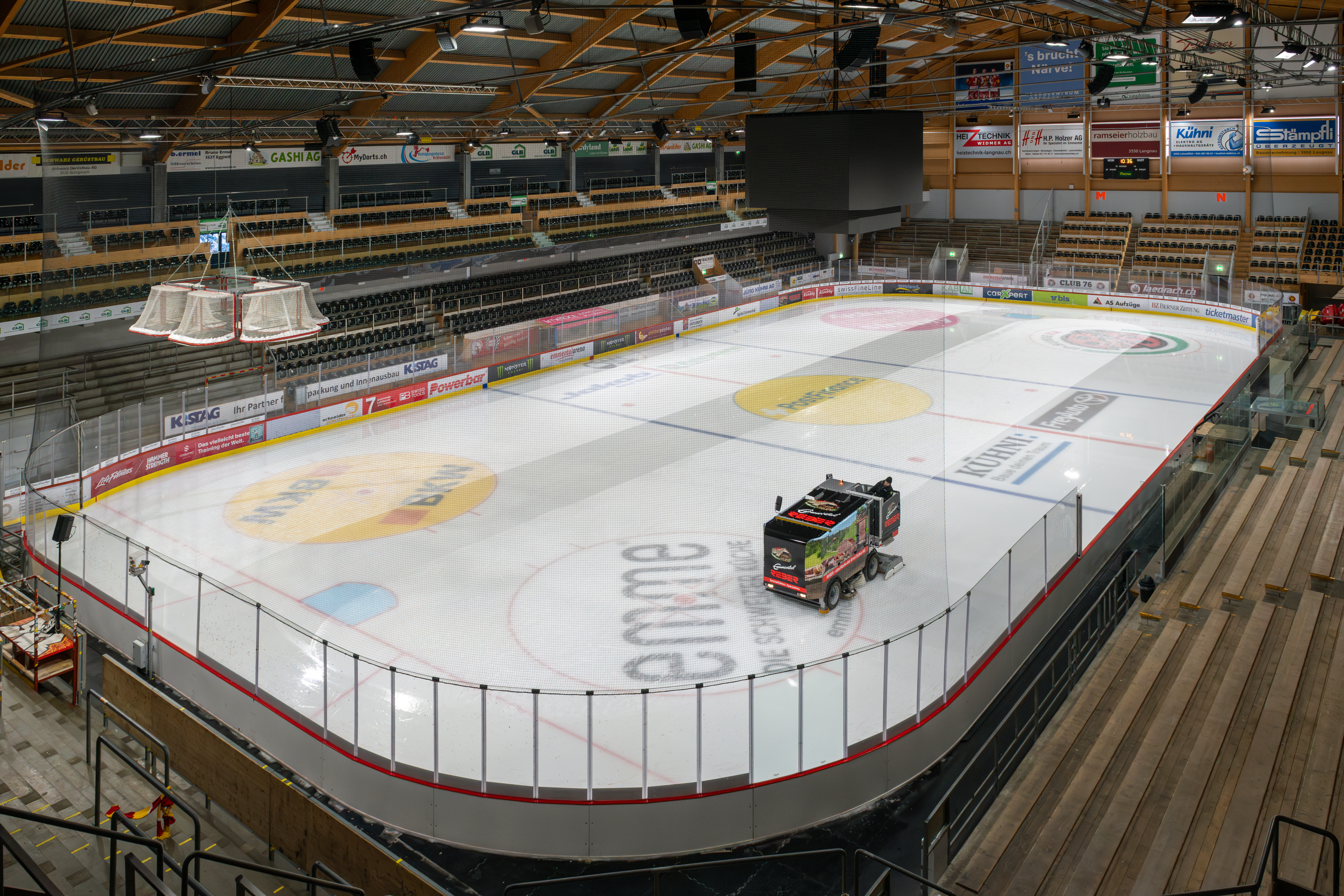
Innenansicht der emmental versicherung arena

Die heutige emmental versicherung arena entstand aus der Kunsteisbahn Langnau, die 1959 erbaut wurde. 1975 wurde das Stadion überdacht und erhielt den Namen Ilfishalle. 2012 wurde sie renoviert. Dabei verringerte sich die Kapazität von 6’300 auf 6’050 Zuschauer. Insgesamt kostete dieses Bauvorhaben mehr als 33 Mio. CHF.
Seit März 2023 wird die Anlage durch einen Erweiterungsbau mit einem zweiten Eisfeld, einem Athletikbereich sowie Gastro-Räumlichkeiten, direkt neben der Halle, ergänzt. Seit September 2023 trägt das Eisstadion den Namen emmental versicherung arena, nach der emmental versicherung aus Konolfingen.

## Zuschauer
Die SCL Tigers sind in der Bevölkerung des Emmentals stark verwurzelt. Der Zuschauerschnitt bewegt sich bei rund 5’600 Zuschauern pro Spiel.